# Taymi Chappé
Taymi Chappé Valladares –también escrito como Taimy Chappe– (La Habana, 11 de septiembre de 1968–Miami, 3 de noviembre de 2020) fue una deportista cubana que compitió para España en esgrima, especialista en la modalidad de espada. Era hija del jugador de baloncesto Pedro Chappé.
Ganó tres medallas en el Campeonato Mundial de Esgrima entre los años 1990 y 1997. Participó en los Juegos Olímpicos de Atlanta 1996, ocupando el 17.º lugar en la prueba individual.
Falleció a los 52 años en Miami, ciudad donde residía, a causa de un infarto de miocardio mientras practicaba esgrima.

## Palmarés internacional
| Representando a Cuba   |                             |                   |                    |
| Campeonato Mundial     |                             |                   |                    |
| Año                    | Lugar                       | Medalla           | Prueba             |
| 1990                   | Lyon (Francia)              | Medalla de oro    | Espada individual  |
| Representando a España |                             |                   |                    |
| Campeonato Mundial     |                             |                   |                    |
| Año                    | Lugar                       | Medalla           | Prueba             |
| 1994                   | Atenas (Grecia)             | Medalla de oro    | Espada por equipos |
| 1997                   | Ciudad del Cabo (Sudáfrica) | Medalla de bronce | Espada individual  |